# 田墩镇
田墩镇，是中华人民共和国江西省上饶市广信区下辖的一个乡镇级行政单位。

## 行政区划
田墩镇下辖以下地区：
田墩社区、湖潭村、荷家村、廖家村、东坑村、儒坞村、流源村、黄坑村、双源村、冷水村、岑峰村、黄石村、七峰村、红门村和长塘村。